# Kleine bruine vleermuis
De kleine bruine vleermuis (Myotis lucifugus) is een vleermuis uit de familie der Gladneuzen (Vespertilionidae). Hij komt voor in grote delen van de Verenigde Staten en Canada, en in Mexico.

## Voorkomen

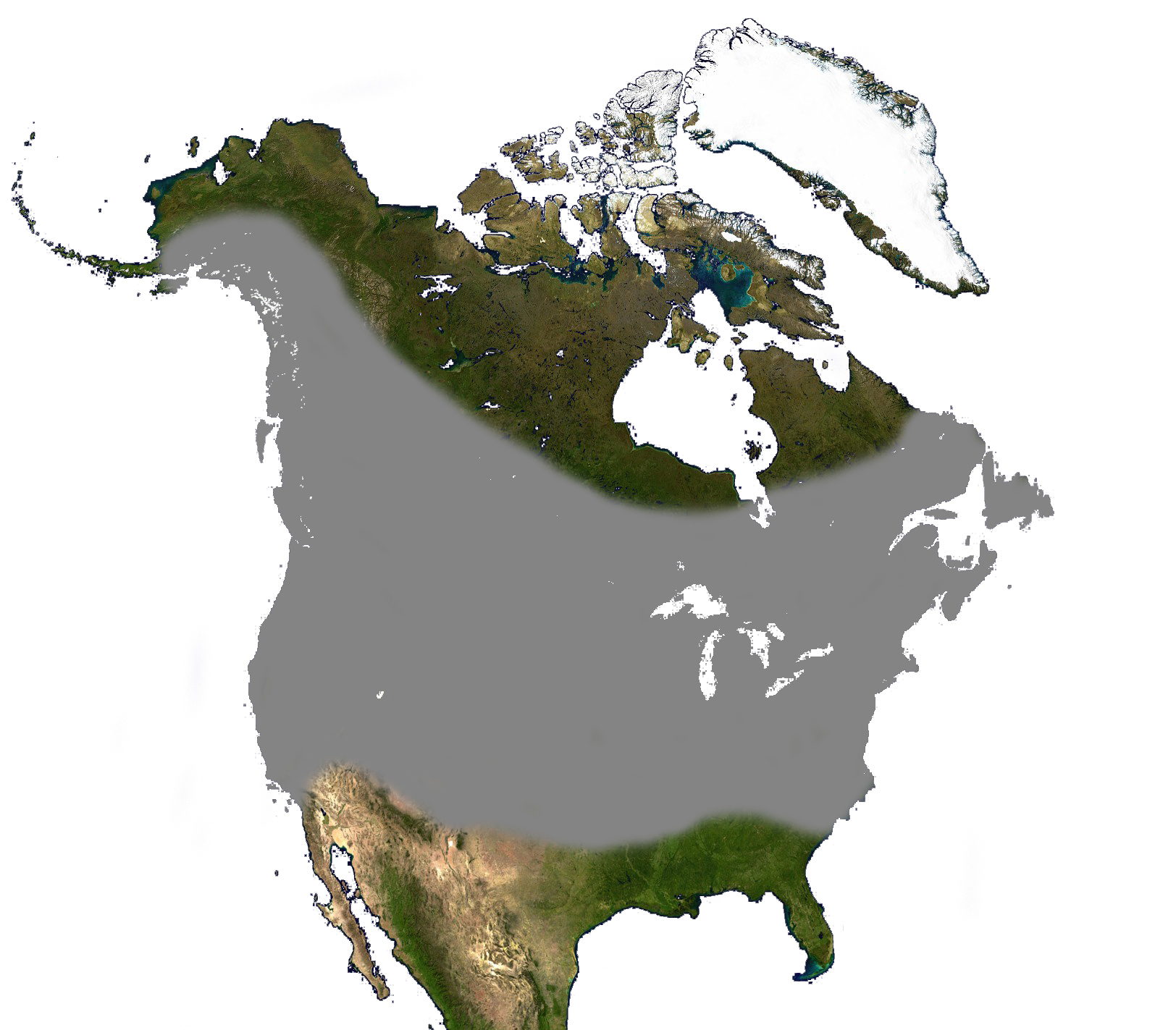
Leefgebied van de kleine bruine vleermuis (grijs)

De kleine bruine vleermuis komt quasi in heel de Verenigde Staten voor en is ook een inheemse soort van Mexico en Canada. Ze werden ook al waargenomen in Kamchatka en IJsland, maar het gaat mogelijk om verstekelingen van schepen. Ze komen niet of nauwelijks voor in Florida, in het zuiden van de Great Plains en Californië. Ook in bepaalde gebieden van Virginia en North en South Carolina komen ze niet voor.
Hij komt er voor in verscheidene soorten biotopen op hoogtes van 0 tot ruim 2500 meter. Hij leeft vooral in gebieden met water in de nabijheid, maar sommige ondersoorten komen ook voor in drogere gebieden. Daar leven ze dan van vocht op grotwanden of condensatie op hun vacht.
De soort heeft 3 types woonplaatsen: voor overdag, voor 's nachts en voor de winterslaap. De plaats wordt gekozen op basis van de temperaturen. Dag- en nachtplaatsen bevinden zich onder andere in gebouwen, bomen en houtstapels en onder rotsen. De woonplaats voor overdag is donker en biedt voldoende bescherming. Vrouwtjes gebruiken een iets warmere variant als nest. Ze gebruiken dit nest elk jaar opnieuw. De nachtplaats is een krappe plaats waar grote hoeveelheden vleermuizen zich groeperen om zo de temperatuur op te drijven. Ze worden vooral gebruikt als de temperatuur onder 15 °C zakt. De dag- en nachtplaatsen liggen meestal niet dicht bijeen. Ze worden niet bewoond in de winter. 's Winters slapen de vleermuizen in een ander soort nest, soms samen met de soort Myotis yumanensis. Vaak zijn dit mijnen of grotten waar de temperatuur constant boven het vriespunt ligt en waar de vochtigheid groot is. De winterslaap begint afhankelijk van het leefgebied van het individu: noordelijke populaties slapen van begin september tot mei, zuidelijke populaties van november tot maart. Bij hun zoektocht naar een plaats om de winterslaap te doen, trekken ze meestal niet verder dan enkele tientallen kilometers.
De vleermuis kan zijn slaapplaats tot op zo'n kleine 300 kilometer afstand terugvinden.

## Beschrijving
De kleine bruine vleermuis heeft een lengte tussen 60 en 102 mm en weegt tussen 5 en 14 gram. De vleugelspanwijdte ligt tussen 222 en 269 mm, de voorarm heeft een lengte tussen 33 en 41 centimeter, de staart tussen 28 en 65 mm. De vrouwtjes zijn groter dan de mannetjes, vooral in de winter. De vacht is glad en de kleur varieert van donkerbruin tot goudbruin, roodachtig tot olijfbruin. Op de buik is de vacht lichter. De vleugels zijn donkerbruin tot zwart. Hij heeft een stompe, middelgrote tragus van 7 à 9 mm. Indien platgelegd komen de oren niet verder dan de neus. Ze zijn tussen 11 en 15,5 mm lang. De achterpoten zijn relatief groot (8 à 10 mm) en hebben haren die over de tenen groeien.
De vleermuissoort haalt vliegsnelheden van 35 km/u, maar vliegt gemiddeld aan 20 km/u.
De kleine bruine vleermuis wordt gemiddeld 6 à 7 jaar oud, maar kan vlot meer dan 10 jaar leven. De oudst bekende kleine bruine vleermuis was een mannetje dat 31 jaar oud werd. Mannetjes worden waarschijnlijk ouder dan vrouwtjes.
Een individu van de soort heeft geen territorium, maar leeft samen in kolonies met soms tienduizenden soortgenoten.
De soort leeft van insecten en eet zo'n 3 tot 7 gram per nacht. Vrouwtjes die melk geven eten soms meer dan hun eigen lichaamsgewicht. Dit maakt van de soort een insectenopruimer in zijn habitat.
Net als veel andere vleermuizen rekent de kleine bruine vleermuis op echolocatie om prooien en objecten waar te nemen. Met andere geluiden communiceren ze met hun soortgenoten.

## Voortplanting
De kleine bruine vleermuis is vruchtbaar vanaf de leeftijd van 1 tot 2 jaar. Voortplanting gebeurt promiscue: zowel mannetjes als vrouwtjes paren met meerdere partners. De paring gebeurt in de late zomer tot de herfst. Na de copulatie slaat het vrouwtje het sperma zo'n 7 maanden op. De uiteindelijke bevruchting treedt dan op in de lente. De draagtijd bedraagt tussen 50 en 60 dagen. Het jong - meestal één, soms twee - wordt in juni of juli geboren. De vleermuizen hangen meestal, maar om hun jong te baren, komen ze rechtop. Rond de 26ste dag na de geboorte wordt het jong spenen. Na 3 weken zijn ze in staat om te vliegen, na 4 weken verlaten ze de moeder.

## Ondersoorten
Er worden 4 ondersoorten van de kleine bruine vleermuis onderscheiden:
- Myotis lucifugus lucifugus
- Myotis lucifugus alascensis
- Myotis lucifugus carissima
- Myotis lucifugus relictus

## Bedreigingen
De kleine bruine vleermuis staat op het menu van onder andere huiskatten, muizen (geslacht Peromyscus), uilen, wezels (geslacht Mustela), wasberen van het geslacht Procyon, havikachtigen, slangen, Amerikaanse marters en vismarters.
De IUCN beschouwde de soort in 2008 nog als niet bedreigd, maar onderzoek uit 2010 wees uit dat de soort onder druk staat van de schimmel Geomyces destructans, die op hun huid kan leven. Deze schimmel is mogelijk afkomstig uit Europa, waar vleermuizen geen last hebben van een infectie van de schimmel. In Amerika blijken de daar voorkomende vleermuizen er wel last van te hebben: geïnfecteerde vleermuizen worden gewekt in hun winterslaap, wat hun stofwisseling opdrijft in een periode waarin de vleermuis normaal net spaarzaam omgaat met aangelegde vetreserves. De mortaliteitsgraad bij de kleine bruine vleermuis wordt geschat op 73%. Dit hoge aantal is te wijten aan de kolonievorming, waardoor de schimmel zich makkelijk kan verspreiden. Het wegvallen van deze algemeen voorkomende vleermuissoort kan als gevolg hebben dat zijn prooien in aantallen toenemen, met kwalijke gevolgen voor de landbouw en bossen.